# Венгерские якобинцы
«Венгерские якобинцы» (венг. magyar jakobinusok) — революционное республиканское народно-освободительное движение венгерской демократической интеллигенции и прогрессивного дворянства конца XVIII века, развивавшееся под непосредственным влиянием Великой французской революции (отсюда и название, изначально носившее уничижительный оттенок). В историографии также известно под названием «заговор Мартиновича».

## История
Предпосылки для возникновения движения венгерских якобинцев оформились в начале 1790-х годов. Революционные события во Франции послужили толчком для распространения идей французской революции и Просвещения по Европе. В Австрийской империи радикальные идеалы наслоились на растущее недовольство политикой Габсбургов и антифеодальные выступления крестьянства. Если Леопольд II пытался остановить революционные порывы реформами в стиле просвещённого абсолютизма, то его преемник Франц II, взошедший на престол в 1792, со свойственным ему консерватизмом и категорическим неприятием изменений рассчитывал подавить антифеодальные устремления силой. Чтобы отвлечь внимание от внутренних противоречий, подобных тем, которые во Франции привели к свержению монархии, австрийский двор объявил войну главному распространителю «революционной заразы» — Французской республике (причём большая часть венгерского дворянства поддержало это решение, увеличив налоги и рекрутские наборы крестьян). Во внутренней политике были подтверждены привилегии феодалов и разграничение на сословия, а растущий репрессивный аппарат тайной полиции превращал страну в полицейское государство.
Интеллигенция и мелкое дворянство, ранее контактировавшие между собой по преимуществу в масонских ложах, объединялись в тайные или полулегальные клубы и кружки, знакомясь с передовыми взглядами через газету французской революции «Moniteur». С критикой политики правящих кругов выступил бывший вице-ишпан Йожеф Гайноци, устранённый с занимаемого им поста из-за недворянского происхождения в 1790. Однако последовательная борьба с австрийской реакцией стала возможной только в начале 1794, когда в среде радикальной интеллигенции зародилось антимонархическое движение, возглавленное Игнацем Мартиновичем (1755-1795). Мартинович — бывший походный священник, ставший атеистом под влиянием материализма Гольбаха, профессор математики и естествознания в Пеште, доктор физики и философии Львовского университета, — первоначально надеялся добиться своих целей через сотрудничество с властями, став тайным советником и доносчиком императора Леопольда II. Официально Мартинович числился придворным химиком и аббатом Сасвара, но его главным заданием было проведение ревизий в регионах. Когда он был уволен Францем II, Мартинович обратился к участию в демократическом движении.
При участии Игнаца Мартиновича весной 1794 были основаны два тайных общества — «Общество реформаторов» (венг. Reformerek Társasága) и «Общество свободы и равенства» (венг. Szabadság és Egyenlőség Társasága; собственно «венгерских якобинцев»). Первое состояло из представителей прогрессивного дворянства, поддерживавших умеренные реформы, призванные установить независимое венгерское государство с республиканской формой правления. Так как «Общество реформаторов» не выдвигало программы радикальных революционных преобразований, деятельность и программные принципы якобинцев из «Общества свободы и равенства» ему не оглашалась, поскольку многие антифеодальные идеи могли попросту оттолкнуть дворян из «Общества реформаторов».
Воодушевлённые идеями Великой французской революции, «венгерские якобинцы» стояли на платформе дальнейшего реформирования общества, потребность в котором должна была появиться после революции и провозглашения монархии. Якобинцы шли дальше реформаторов, придерживаясь логики французской революции, в которой умеренные жирондисты были способны только на достижение первоначальных, но не главных задач революции. По их мнению, начальный этап революции в Венгрии должен был пройти под знаком реформаторов, а сами якобинцы выдвигались на втором этапе, пользуясь поддержкой крестьянства.
Представления «венгерских якобинцев», опиравшихся на идеи Руссо и традицию антигабсбургского движения венгерского народа в XVII—XVIII века, повторяли идеологию французского клуба якобинцев. В числе главных их требований, помимо общих с «реформаторами» отмены монархии, провозглашения республики с двухпалатным парламентом и разработки конституции, были ликвидация сословных различий и дворянских привилегий, реальная (а не номинальная) отмена крепостничества, введение свободы слова, совести и печати, отмена феодальных ограничений внутренней и внешней торговли и провозглашение фундаментальных прав и свобод, а также проведение других буржуазных реформ, повторявших завоевания революции во Франции.
В отношении национальных меньшинств, населявших территорию входившей в состав Австрийской империи Венгрии (словаков, румын, русинов, сербов, хорватов), программа объединений венгерских якобинцев предлагала административно-территориальное деление Венгрии на провинции по национальному признаку, предусматривая право употребления национального языка в местных администрациях и органах судебной власти. В перспективе она допускала преобразование существовавшего Венгерского королевства с характерным для него бесправным состоянием невенгерского населения в союз свободных наций, имеющих собственные конституции и законодательства.
Несмотря на очевидную прогрессивность стратегических требований радикальных демократов, в тактических вопросах они проявили неорганизованность и непоследовательность, свойственную освободительным движениям аналогичного типа в целом. Плохо представляя реальное соотношение сил в венгерском обществе, местные якобинцы, подобно декабристам, не вели никакой работы в отношении крестьянства. Они надеялись, что крестьянство стихийно поддержит антифеодальный и антигабсбургский заговор, осуществлённый небольшим количеством заговорщиков. Кроме того, проекты венгерских якобинцев касательно последующего развития Венгрии в случае их победы также были весьма размытыми.
Программа венгерских якобинцев распространялась в форме катехизисов, построенных по принципу «вопрос-ответ» и записываемых от руки на тетрадях. На протяжении последующих нескольких месяцев численность членов организаций, связанных с венгерскими якобинцами, достигла 300 человек, и «Общество свободы и равенства» перешло непосредственно к планированию антигабсбургского заговора. К нему были привлечены Йожеф Гайноци, отставной гусарский капитан Янош Лацкович, Йожеф Сентмарьяи и граф Якаб Шираи, возглавившие тайные организации. Совместно с Мартиновичем они составляли Директорию, которой предстояло возглавить восстание.
В мае 1794 деятельность венгерских якобинцев стала известной австрийской тайной полиции, арестовавшей Мартиновича и вышедшей через него не только на след остальных заговорщиков, но и на их связи с международным революционным движением (действия арестованного Мартиновича расценивались многими его товарищами как предательство). За «оскорбление императора» и «предательство родины» (государственную измену) 50 якобинцев были осуждены австрийским судом. В первую очередь, это были руководители якобинцев, но кроме них, перед судом предстали и случайные люди, «вина» которых исчерпывалась чтением тайной литературы (катехизисов), распространяемой революционерами. Находясь под давлением императорского двора, суд вынес 18 смертных приговоров, семь из которых были приведены в исполнение.
Игнац Мартинович и четыре директора были казнены на плахе 20 мая 1795 на лугу близ Буды, носящем с этого времени название Кровавого поля, с почти средневековой жестокостью. Ещё двое революционеров, Пал Оз и Шандор Соланчик, были объявлены «безнадёжными» («без надежд на исправление») и также казнены 4 июня. Смертные приговоры остальных участников тайных обществ были заменены длительными сроками тюремного заключения. В числе заключённых были и передовые деятели литературы Ференц Казинци, Янош Бачани, Ласло Сентйоби Сабо и Ференц Вершеги, заложившие основы венгерской прозы и поэзии XIX века. К июлю 1795 все организации «венгерских якобинцев» были окончательно разогнаны властями.
Несмотря на то, что дворянская оппозиция вновь активизировалась только после наполеоновских войн, в ходе которых венгерское дворянство всецело встало на защиту Габсбургов, венгерские якобинцы, бывшие по своему социальному составу преимущественно выходцами из дворян, фактически стали деятелями первого этапа буржуазно-демократического революционного движения в Венгрии. Их опыт и мировоззрение были использованы революционной демократией Венгрии в годы венгерской революции 1848—1849.